# Скріпка

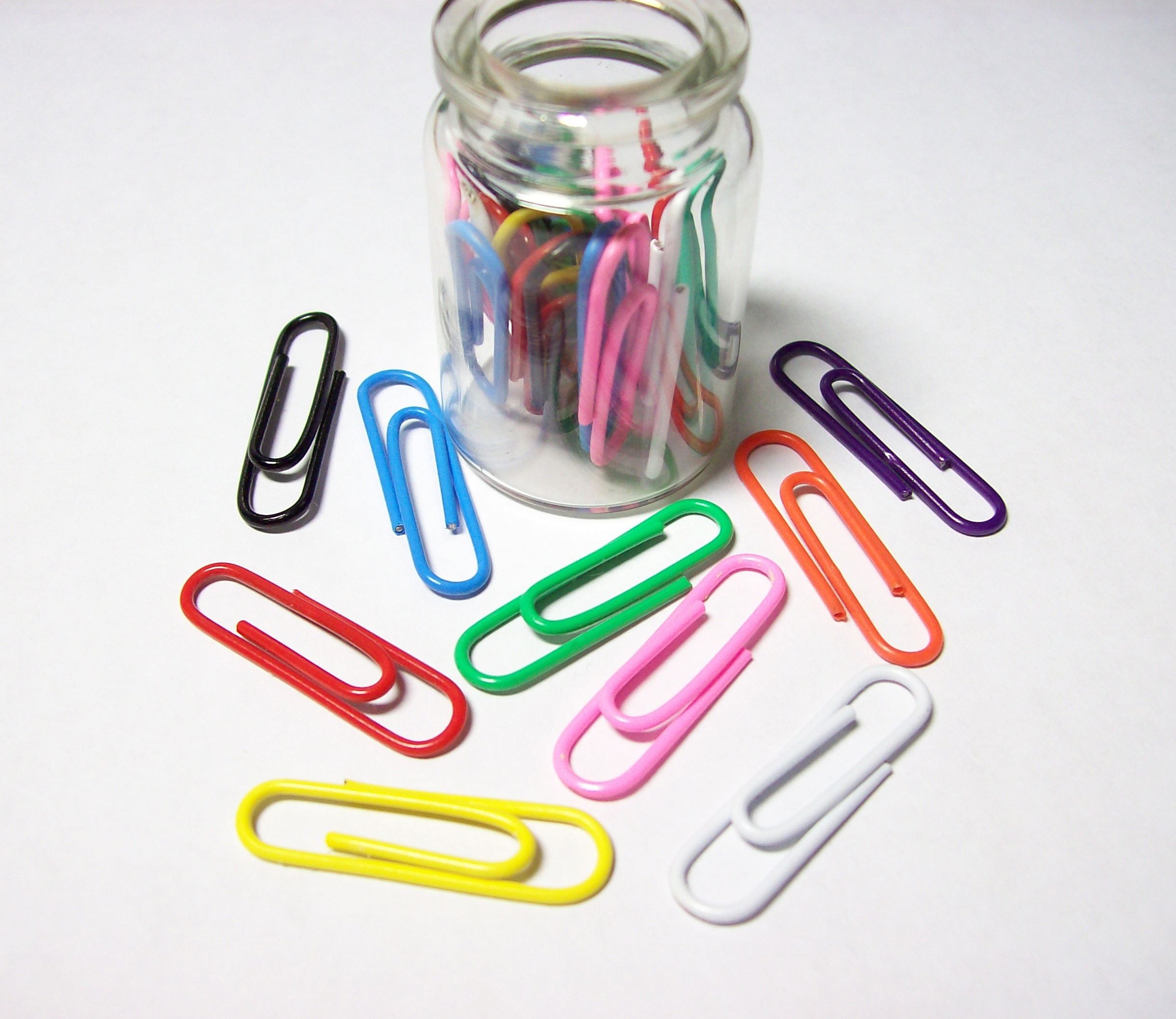
Кольорові скріпки

Скріпка — металевий канцелярський предмет для скріплення аркушів паперу. Скріпка — особливим чином зігнутий відрізок дроту довжиною близько 10-12 см. Крім прямого призначення, може застосовуватися як викрутка, фішка для покеру, зубочистка, відмичка, матеріал для виготовлення рибальських гачків, а також як знаряддя землеробства або садівництва.

## Історія
У XIII столітті з'явилися своєрідні «швидкозшивачі» для скріплення аркушів: у лівому верхньому кутку робилися надрізи, і через них протягувалась стрічка. Першим кроком до масовості стали швейні шпильки, придумані в 1835 році американським лікарем Джоном Хауї. Нью-йоркські секретарки швидко виявили, що шпильками можна скріплювати до десятка листів, проте шпильки кололися і залишали на папері некрасиві отвори і плями.
У 1890-х роках в офісах стали використовувати дротові пружинки (запропоновані в 1867 році Семюелем Феєм для зовсім іншої мети — кріплення до одягу ярликів, хоча і зазначив у патенті, що обидва об’єднані елементи можуть бути із паперу). У 1899 році норвезький інженер Юхан Волер, експериментуючи з шматочками пружинного дроту, придумав кілька вдалих конструкцій скріпок і отримав патент на свій винахід. Але Волер не став приділяти цьому проекту увагу, і в 1900 році американський винахідник Корнеліус Броснан запатентував скріпку, що отримала ім'я «Konaclip». Однак сучасний вигляд ця офісна приналежність придбала стараннями британської фірми «Gem Manufacturing», яка і випустила в тому ж році скріпку «Gem» у вигляді класичного подвійного овалу.

## Цікаві факти

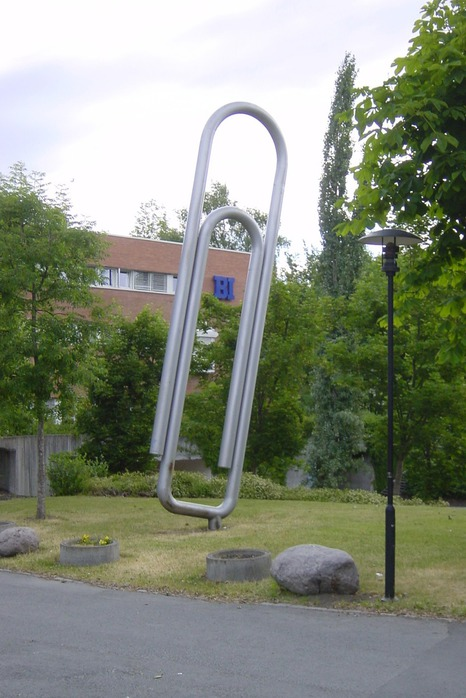
Памя'тник скріпці у Норвегії

- Памя'тник скріпці у НорвегіїДля жителів Норвегії скріпка має ще й глибоке символічне значення. Це пов'язано з героїчною історією, що сталася під час Другої світової війни. У 1940 році, захопивши країну, нацисти поставили при владі окупаційний уряд і заборонили місцевим жителям носити ґудзики і значки з ініціалами вигнаного норвезького короля Гокона VII. Тоді норвежці пригадали про скріпки і стали носити їх на одязі, таким чином, останні стали своєрідним символом єдності нації. Подвиг громадян і заслуги винахідника не були забуті: в Осло в січні 1990 року встановлено пам'ятник Юхану Волеру у вигляді гігантської скріпки.

- У 1999 році, на столітню річницю своєї офіційної появи, скромна помічниця діловодства потрапила на норвезьку поштову марку.

- В уральському місті Міас встановлено пам'ятник скріпці заввишки 9 метрів 28 сантиметрів, а також пам'ятники кнопці, циркулю, ножицям і лінійці, виконані зі сталі. Об'єкт занесений в «Книгу рекордів Гіннеса», офіційний запис про реєстрацію рекорду було зроблено 4 травня 2010 року.

- Жанін Ван дер Мейра з Бельгії потрапила в «Книгу рекордів Гіннесса», їй вдалося зібрати ланцюжок з 22 025 скріпок довжиною приблизно 820 метрів.

- 13-24 липня 1996 р 40 членів молодіжної групи «Бун-Лей Ком'юніті Сентр», Сінгапур, за 20 годин змайстрували ланцюг з канцелярських скріпок довжиною 15,02 км.

- Одна червона скріпка — феномен, коли внаслідок 14-ти крокової серії обмінів Кайлу Макдональду за рік вдалося обміняти звичайну паперову скріпку на двоповерховий будинок.

## Нестандартні застосування

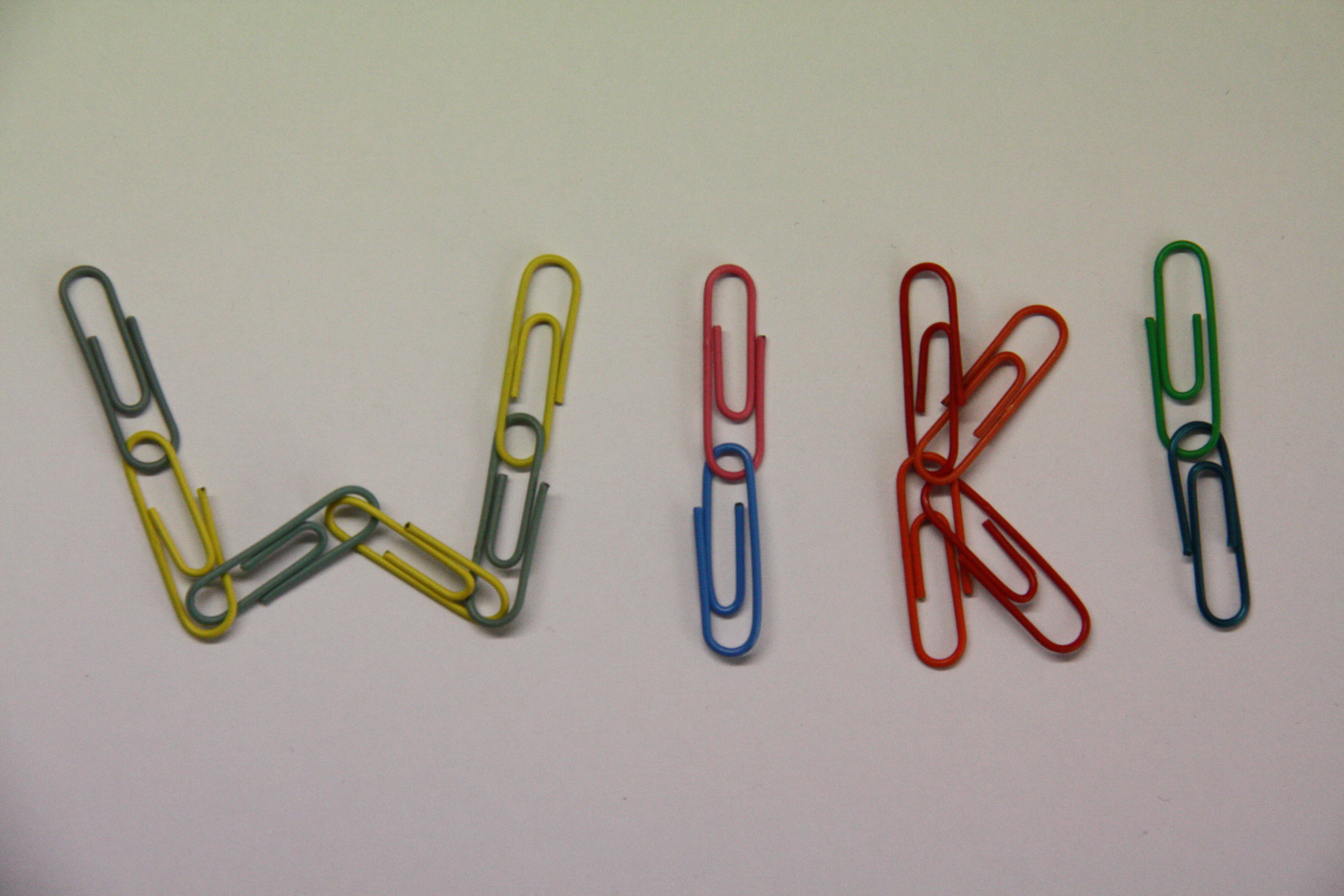
Одне з нестандартних застосувань

- На замку застібки-блискавки можна використовувати замість «собачки»
- Розігнуті у вигляді букви S скріпки дозволяють швидко чіпляти й знімати для прання штори (фіранки)
- Скріпкою такої ж форми, тільки з притиснутими у вигляді петельок кінчиками зручно протягувати гумку в білизну
- Скріпку зручно використовувати для відкриття лотка пристрою читання CD-ROM, недоступного через несправність чи при вимкненому комп'ютері. Для цього розігнутою скріпкою натискають на кнопку в технологічному отворі на лицевій панелі пристрою.
- Іноді скріпкою замінюють згорілий запобіжник (що дуже небезпечно і іноді призводить до пожежі).
- Із розігнутих скріпок виходять зручні гачки для ялинкових прикрас.
- Дріт з великої скріпки може слугувати шунтом до мікроамперметра, шо перетворює останній на 10-амперний амперметр.

## Джерело
- History of the Paper Clip. Early Office Museum. Архів оригіналу за 20 жовтня 2016. Процитовано 25 жовтня 2016.
- Paper Clip. The Great Idea Finder. Архів оригіналу за 14 листопада 2016. Процитовано 25 жовтня 2016.